# Gäddtjärn (naturreservat)
Gäddtjärn är ett naturreservat i Lindesbergs kommun i Örebro län.
Området är naturskyddat sedan 2009 och är 34 hektar stort. Reservatet består av gammal barrskog och sumpskog men också äldre lövträd. 